# Tsutomu Miyazaki
Tsutomu Miyazaki (Japans: 宮﨑 勤, Miyazaki Tsutomu) (Ōme, Tokio, 21 augustus 1962 - 17 juni 2008 ) was een Japanse seriemoordenaar en kannibaal die in de loop van 1988/1989 vier meisjes van vier tot zeven jaar oud verkrachtte, verminkte, vermoordde en gedeeltelijk opat. Hij staat ook bekend onder de bijnamen Otakumoordenaar, de Kleine meisjes-moordenaar en Dracula. Miyazaki werd op 23 juli 1989 gearresteerd en is op 17 juni 2008 geëxecuteerd.

## Terreurgolf
Miyazaki werd geboren met misvormde handen, wat hem veel sociale problemen opleverde in zijn jeugd. In 1988 werd hij uiteindelijk de schrik van Saitama, toen hij vier kleine meisjes verkrachtte en vermoordde. Zijn laatste twee slachtoffers at hij gedeeltelijk op.
Alsof dat niet genoeg was uitte Miyazaki zijn sadistische trekken verder door de families van de meisjes brieven te schrijven, waarin hij gedetailleerd beschreef wat hij met de kinderen gedaan had. Aan de familie van de dode Erika Nanba stuurde hij een ansichtkaart met daarop een zelfgemaakte collage van woorden die hen aan de gruwelen moesten herinneren. Eenzelfde knutselwerk verzond Miyazaki naar de familie van Mari Konno, maar dan samen met een doosje. Hij verbrandde Konno's lichaam en vermaalde haar botten tot poeder - behalve de handen en voeten, die hij zelf bewaarde in een kast - en stuurde dit samen met een paar van haar tanden en foto's van haar kleren in het doosje op. Alle vier de families van zijn slachtoffers ontvingen daarnaast met grote regelmaat telefoontjes van een zwijgende beller.

## Arrestatie
Op de dag dat Miyazaki opgepakt werd, was hij bezig de vagina van een klein meisje te fotograferen. Toen hij haar benaderde in het park was haar zusje echter hun vader gaan halen, die Miyazaki daar aangekomen aanviel. Toen hij op zeker moment naar zijn auto wilde rennen, was de politie gearriveerd om hem op te pakken. Miyazaki bekende daarop de vier moorden. Een huiszoeking van zijn woning leverde 5763 films op, variërend van anime, tot aan hentai, horrors en slasherfilms. Daartussen lagen foto's en videobeelden van zijn slachtoffers.
Miyazaki's vader pleegde na de arrestatie van zijn zoon zelfmoord. In een serie psychiatrische onderzoeken werden verschillende geestesziektes bij Miyazaki geconstateerd. Hij werd niettemin voldoende toerekeningsvatbaar geacht, waarop de rechter hem veroordeelde tot de doodstraf door ophanging. Het vonnis werd voltrokken op 17 juni 2008.

## Slachtoffers
1. Mari Konno - (今野真理, Konno Mari) - 4 jaar
2. Masami Yoshizawa (吉沢正美, Yoshizawa Masami) - 7 jaar
3. Erika Nanba (難波絵梨香, Nanba Erika) - 4 jaar
4. Ayako Nomoto (野本綾子, Nomoto Ayako) - 5 jaar